# Strymba (rzeka)
Strymba (ukr. Стримба) — rzeka na Ukrainie, przepływająca przez rejon nadwórniański i tyśmienicki obwodu iwanofrankiwskiego. Lewy dopływ Worony w dorzeczu Dniestru.

## Opis
Strymba ma 44 km długości, a powierzchnia jej dorzecza wynosi 130 km². Dolina rzeczna jest niesymetryczna, z wysokimi prawymi i łagodnymy lewymi stokami. Spadek rzeki 4 m/km. W dolnym biegu znajdują się stawy.

## Położenie
Powstaje z połączenia potoków Wełykiej Strymby i Małej Strymby, na południe od miasta Nadwórna, a na wschód od wsi Strymba. Początki potoków znajdują się na południowo-wschodnich stokach Gorganów, w międzyrzeczu Prutu i Bystrzycy Nadwórniańskiej. Strymba płynie przez Kotlinę Stanisławowską głównie na północny wschód, wpada w Woronę na południowy wschód od miasta Tyśmienica.
Największy dopływ: Uniawa (lewy).
- Strymba przepływa przez Nadwórną, a także kilka wsi, przez co jej stan ekologiczny jest niezadowalający.

## Źródła
- Географічна енциклопедія України : у 3 т. / редколегія: О. М. Маринич (відпов. ред.) та ін. — К. : «Українська радянська енциклопедія» ім. М. П. Бажана, 1989.